# Luthers store Katekismus
Luthers store Katekismus blev skrevet af Martin Luther og publiceret i 1529. Den er en forklaring til de 10 bud, den apostolske trosbekendelse, Fadervor, dåben, nadveren og skriftemålet. Den blev udgivet samtidig med Luthers lille Katekismus. Mens den lille katekismus er skrevet med tanke på «gudfrygtige husfædre» og altså til kristendomsundervisning i hjemmene, er den store katekismus skrevet med præsterne som målgruppe.
Katekismen bygger på en serie prædikener, som Luther holdt i 1528.
| Citat                                                  | Her tænker vi nu på vores stakkels madkurv, vores legemes og jordiske livs behov. Det er en kort og enkel bøn, men omfatter dog alligevel mange ting. For når du nævner og beder om dagligt brød, så beder du om alt det, der hører med til at have og nyde det daglige brød og om at blive fri for alt, der hindrer det. Derfor må du lade dine tanker gå videre end til komfuret og dagligvarerne, men også ud over markerne og i hele landet, der bærer og skaffer det daglige brød og alle slags næringsmidler. For hvis Gud ikke lod kornet vokse og velsignede fødevarerne og hele landets produktion, ville vi aldrig kunne tage et brød ud af ovnen eller have noget at sætte frem på bordet. […] Hermed er der nu i korthed angivet og påpeget, hvor langt denne bøn når, til alle de forskellige forhold på jorden. Heraf kunne man nu gøre en lang bøn og med mange ord opregne alle de ting, der hører med her. Vi beder således om, at Gud vil give os mad og drikke, klæder, hus og hjem og godt helbred, og lade kornet på marken vokse og afgrøderne trives, og dertil hjælpe os hjemme med økonomien, give og bevare en from ægtefælle, fromme børn og kolleger, lade vores arbejde, opgaver, og hvad vi ellers har at gøre, ... | Citat |
| Uddrag fra forklaringen til det fjerde led i Fader vor | |       |

Den store katekismus indgår i Konkordiebogen fra 1580, som er den læremæssige sammenfatningen for den nye luthersk-protestantisme kristendom.